# Mali Brijun
Mali Brijun otok je u skupini Brijunskih otoka, smješten zapadno od Fažane, od koje ga dijeli Fažanski kanal. Otok je uskim plitkim kanalom Tisnac odjeljen od Velikog Brijuna.
Na otoku je obalna utvrda Fort Brioni Minor, koju je krajem 19. stoljeća izgradila Austro-Ugarska radi zaštite glavne luke svoje ratne mornarice.
Površina otoka je 1,075 km2 (1.074.557 m2), duljina obalne crte 8.105 m, a visina 30 metara.

## Vanjske poveznice
|  | Zajednički poslužitelj ima još gradiva o temi Mali Brijun |